# Guémené-sur-Scorff
Guémené-sur-Scorff é uma comuna francesa na região administrativa da Bretanha, no departamento Morbihan. Estende-se por uma área de 1,17 km². Em 2010 a comuna tinha 1 074 habitantes (densidade: 917,9 hab./km²).138 hab/km².